# Протеаза
Протеа́зы, протеиназы, протеолитические ферменты — ферменты из класса гидролаз, которые расщепляют пептидную связь —СО—NH— между аминокислотами в белках, превращают их в полипептиды или одиночные аминокислоты и ускоряют образование новых белков.   Катализуют (ускоряют) реакцию протеолиза. Делятся на две группы:
- экзопротеазы — выделяются организмом во внешнюю среду (пепсин, трипсин, эреисин животных);
- эндопротеазы — находятся внутри клеток (катепсин животных, папаин растений).

В отсутствие ускорителей, протеолизис занимал бы сотни лет. Протеазы встречаются у всех форм жизни, включая вирусы. Эти ферменты долгое время эволюционировали независимо друг от друга, и разные классы протеаз могут ускорять одни и те же реакции с помощью совершенно разных каталитических механизмов.

## Классификация

### Основанная на строении активного центра
Протеазы разделяют на семь групп по строению активного центра фермента:
- Сериновые
- Треониновые
- Цистеиновые
- Аспартатные
- Металлопротеазы
- Глутаминовые
- Аспарагиновые

Протеазы впервые были сгруппированы в 84 семейства согласно их эволюционным взаимодействиям в 1993 и классифицированы по аминокислоте активного центра: сериновые, цистеиновые, аспартатные и металлопротеазы. Треониновые и глутаминовые протеазы не были описаны до 1995 и 2004 соответственно. Механизмы, используемые для расщепления пептидной связи, включают образование аминокислотных остатков, содержащих цистеин и треонин (протеазы) или молекулу воды (аспартатные, глутаматные протеазы и металлопротеазы) нуклеофильных, атакующих пептидную карбонильную группу. Один способ создать нуклеофил - с помощью каталитической триады, где гистидиновый кислотный остаток используется для активации серина, цистеина или треонина как нуклеофила. Эта классификация не сформирована на основе эволюционного развития, однако типы нуклеофила конвергентно эволюционировали в разных суперсемействах, и некоторые суперсемейства показывают множественные нуклеофилы как результат дивергентной эволюции.
Пептидные лиазы
Седьмой каталитический тип протеолитических ферментов, аспарагиновые пептидные лиазы, был описан в 2011. Его протеолитический механизм необычен тем, что вместо гидролиза, он катализует реакцию элиминации. На протяжении этой реакции аспарагин формирует цикличную структуру, которая расщепляет саму себя на аспарагиновых кислотных остатках в белках. Эта реакция происходит только при подходящих условиях. Из-за фундаментально отличающегося способа расщепления, включение этих ферментов в группу протеаз остаётся дискуссионным вопросом.

### Основанная на эволюционной филогении
Текущую классификацию эволюционных семейств протеаз можно посмотреть в базе данных MEROPS. В ней протеазы сначала сгруппированы по ''кланам'' (суперсемействам) основанным на структуре, механизмах, порядку аминокислотных остатков (например, клан PA, где P обозначает смешение семейств нуклеофилов). В каждом ''клане'' (суперсемействе) протеазы разделены на семейства, основываясь на схожей последовательности аминокислот (например, семейства S1 и C3 клана PA). Каждое семейство может содержать сотни связанных протеаз (например, трипсин, эластаза, тромбин и стрептогризин семейства S1).
В настоящее время существует более 50 кланов, показывающих различные эволюционные начала протеолиза.